# Horacio Carbonetti

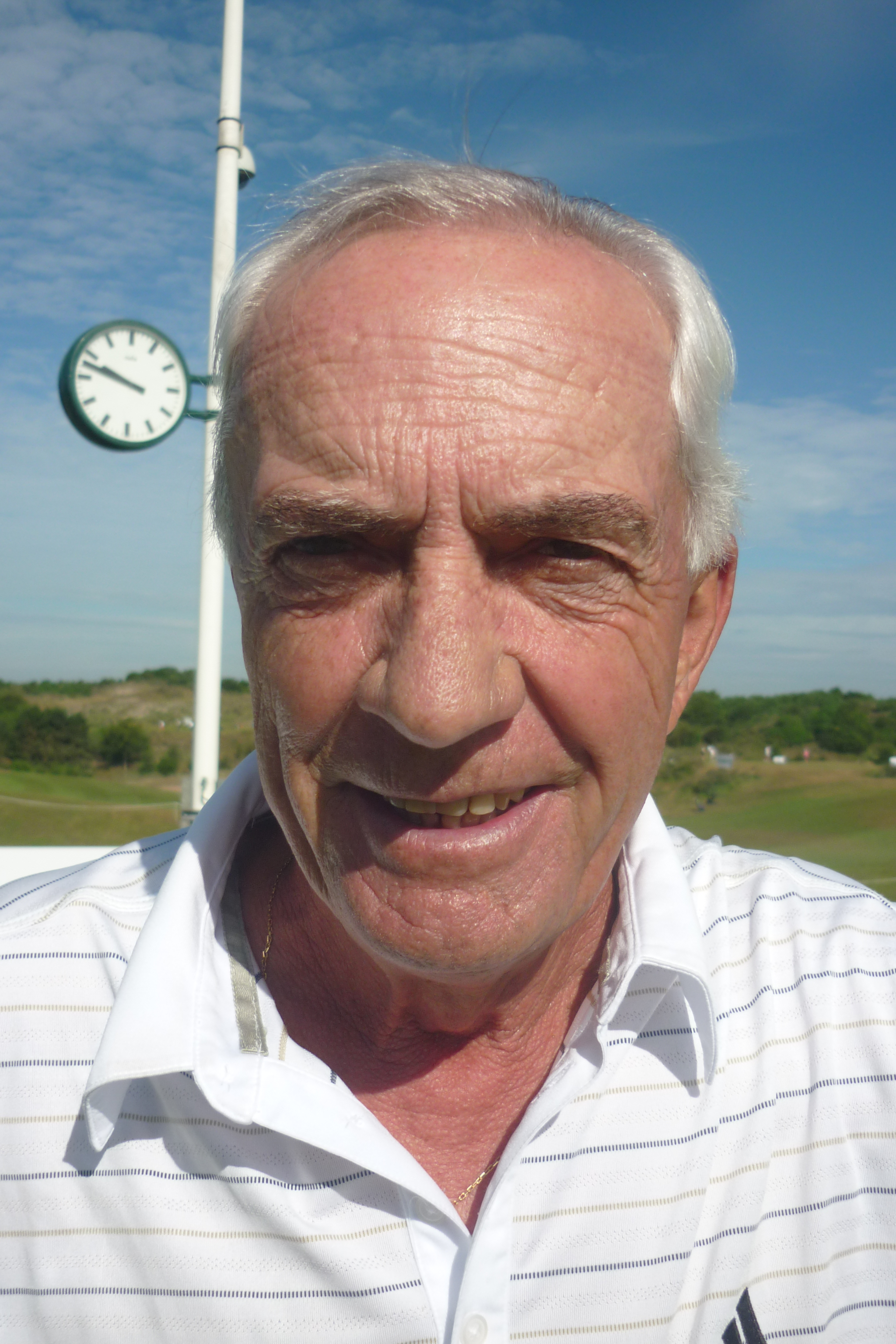
Dutch Senior Open 2010.

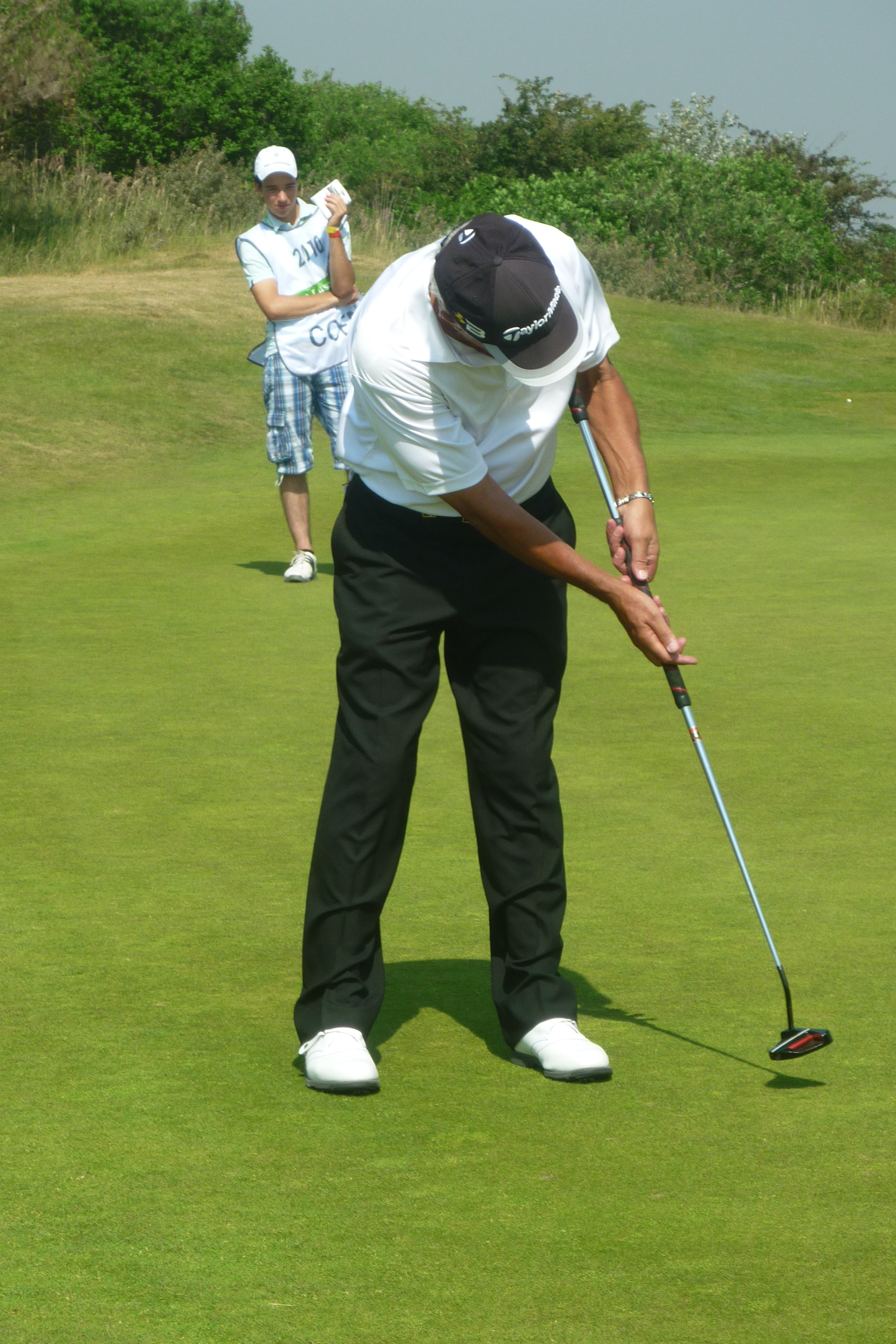
Lange putter onder de oksel

Horacio Carbonetti (Río Cuarto, 17 november 1947) is een Argentijnse golfprofessional. Hij is de broer van Luis Carbonetti.

## Amateur
Horacio Carbonetti heeft als amateur jarenlang zijn land vertegenwoordigd. Ook individueel heeft hij veel overwinningen behaald:

### Gewonnen
- 1967: Rio Cuarto Open
- 1968: La Cumbre Open
- 1969: Center Open
- 1970: Amateur Argentine Open
- 1971: Abierto del Litoral, Porto Alegre Open (Brazilië)
- 1972: Porto Alegre Open (Brazilië), Argentine National Amateur Championship, Gordon Kenneth Cup, Luis Gestoso Grand Prix, Alvear Grand Prix
- 1973: Center Open, Quito City Open (Ecuador)
- 1974: San Pablo Open (Brazilië), Luis Gestoso Grand Prix, La Cumbre Open
- 1975: Acantilados Grand Prix, Santo Domingo Open (Chili), Argentine National Amateur Championship
- 1976: Simon Bolivar Cup (Venezuela), Mendoza Open, Chaco Open
- 1977: Ranelagh Open, Velox Grand Prix, Argentine National Amateur Championship, Abierto del Litoral, Fultom Grand Prix

### Teams
- Eisenhower Trophy: 1972, 1974, 1976
- South American Cup (Los Andes Cup) (9): 1969, 1970, 1971, 1972, 1973 (winners), 1974 (winners), 1975, 1976 (winners), 1977 (winners)
- Hispanidad Cup: 1972 (winnaars), 1974
- Vigil Cup (Argentinië): 1967, 1969, 1970, 1975 (winnaars), 1976 (winnaars), 1977 (winnaars)

## Professional
Carbonetti werd in 1978 professional. Hij speelde op de Europese PGA Tour van 1978 tot 1981.
Een van zijn laagste rondes was een 64 op Muirfield tijdens het Brits Open in 1980. Het was een nieuw baanrecord. Dat jaar won hij ook de Order of Merit in Argentinië.
In 2002 won hij de Tourschool en sindsdien speelt hij op de Europese Senior Tour. In 2006 stond hij daar op de 7de plaats van de Order of Merit.

### Gewonnen

#### Nationaal
- 1980: Acantilados Grand Prix, Santa Teresita Open, North Open
- 1985: JPGA Championship
- 1996: Callaway Cup
- 1997: Argentijns Senior Open
- 1999: Argentijns Senior Open
- 2000: Argentijns Senior Open
- 2001: Argentijns Senior Open
- 2002: Argentijns Senior Open, Ascochingas Tournament, Villa Mercedes Grand Prix
- 2004: Acantilados Grand Prix
- 2005: Argentijns Senior Open

#### Elders
- 1984: Rio de Janeiro Cup's (Brazil)
- 1985: Los Leones Open (Chile)
- 1988: Cali Open (Colombia)

#### Senior Tour
- 2003: Bad Ragaz PGA Seniors Open
- 2004: Bad Ragaz PGA Seniors Open na play-off tegen Denis Durnian

### Teams
- Eisenhower Trophy: 1972, 1974, 1976
- Los Andes Cup: 1969, 1970, 1971, 1972, 1973 (winnaars), 1974 (winnaars), 1975, 1976 (winnaars), 1977 (winnaars)
- Hispanidad Cup: 1972 (winnaars), 1974
- Vigil Cup (Argentinië): 1967, 1969, 1970, 1975 (winnaars), 1976 (winnaars), 1977 (winnaars)